# Волошенко, Роман Игоревич
Роман Игоревич Волошенко (род. 12 мая 1986, Брест) — российский хоккеист, нападающий.

## Биография
Воспитанник московских «Крыльев Советов» с пяти лет. В сезоне 2001/02 дебютировал за вторую команду в первой лиге первенства России. В следующем сезоне сыграл пять матчей в Суперлиге.
Чемпион мира среди юниорских команд 2004 года. Играя в тройке с Михаилом Юньковым и Александром Радуловым, с 11 очками стал вместе с тремя финнами лучшим бомбардиром турнира.
На драфте НХЛ 2004 года был выбран во 2 раунде под общим № 42 клубом «Миннесота Уайлд», на следующий год подписал трёхлетний контракт новичка.
Серебряный призёр молодёжных чемпионатов мира 2005 и 2006.
Сезон 2005/06 провёл в фарм-клубе «Миннесоты» «Хьюстон Аэрос» из AHL — 33 гола, 60 очков в 69 матчах. Во втором сезоне результативность Волошенко упала вдвое, показатель полезности стал худшим в команде (-26). Не сумев пробиться в состав «Миннесоты», Волошенко вернулся в Россию. Начал сезон 2007/08 во второй команде «Ак Барса», но вскоре перешёл в московское «Динамо», где играл в четвёртом звене. В сезоне 2008/09 провёл пять матчей в КХЛ. Получил травму и перешёл в ХК МВД — 10 матчей в КХЛ, 17 матчей во второй команде в первой лиге. Играл за команды ВХЛ «Молот-Прикамье» Пермь (2009/10 — 2010/11), «Рубин» Тюмень (2011/12, 2012/13 — 2013/14), «Кубань» Краснодар (2012/13), ТХК Тверь (2014/15 — 2015/16). Завершил карьеру в 31 год в Азиатской лиге в составе «Сахалина» Южно-Сахалинск, став серебряным призёром.
С 2017 года тренер-преподаватель в СДЮШОР «Крылья Советов».